# کشته شدن مهرداد سپهری
مهرداد سپهری مرد جوانی بود که در زمان بازداشت در اثر آزار و شکنجه توسط نیروهای انتظامی جمهوری اسلامی ایران کشته شد. در فیلم‌ها و تصاویری که در اینترنت منتشر شده‌است، دیده می‌شود که مأموران نیروی انتظامی سپهری را که با دست‌بند به تیرکی در شهرک حجت مشهد بسته شده‌است، با شوکر و اسپری فلفل مورد شکنجه قرار می‌دهند. خانوادهٔ سپهری می‌گویند که مهرداد سپهری بر اثر خفگی با گاز فلفل در خودروی نیروی انتظامی جان باخته‌است. به گفتهٔ آن‌ها «علت مرگ بر اثر خفگی» از سوی پزشکی قانونی نیز تأیید شده‌است. دادستان نظامی خراسان رضوی گفته‌است که خانوادهٔ سپهری شکایت خود را به دادسرای نظامی اعلام کرده‌اند و معاون آن نهاد، دستور نمونه برداری از ریه و بررسی تأثیر اسپری بر مرگ متوفی را صادر کرده‌است.
این اتفاق که تصاویر آن در ۳ آبان ۹۹ منتشر شد، در ۲۷ مهر ۹۹ رخ داده‌است. سپهری در زمان مرگ، ۲۸ ساله بود.

## شکنجه
برادر مهرداد در مصاحبه خبری، به روایت از شاهدان خبر می‌دهد که وی به مدت ۴۵ دقیقه بر میله بسته شده تحت شکنجه بوده و پس از انتقال به خودروی نیروی انتظامی نیز مورد ضرب و جرح قرار می‌گیرد. در تصاویر منتشر شده، آثار ضرب و جرح بر پیکر بی‌جان او پس از درگذشتش مشاهده شد. برادر او شهادت می‌دهد که پس از شناسایی جسد در سردخانه آثار ضرب بر گردن، سر، سینه، شکم و دست‌ها مشهود بوده و گردن وی نیز خونین و کبود گشته‌بود.

## واکنش‌ها
انتشار ویدئوی آزار سپهری در شبکه‌های اجتماعی واکنش‌های گسترده‌ای به دنبال داشت. بسیاری این ویدئو را با فیلم کشته شدن جرج فلوید، مرد سیاهپوست آمریکایی مقایسه کردند و برخی کاربران هم فیلم سخنرانی سید علی خامنه‌ای در نکوهش عمل پلیس آمریکا را بازنشر کردند که گفته بود «تصاویر نشستن پلیس روی گردن مرد سیاهپوست و التماس مرد برای نجات، همان لجن ته حوض است که بالا می‌آید و خود را نشان می‌دهد».